# Canarias tiene un límite
Canarias tiene un límite es un movimiento social surgido en Canarias que busca un cambio en el modelo turístico y económico del archipiélago Canario. Entre sus principales demandas se encuentran: La moratoria turística, la regulación del acceso a la vivienda, la ecotasa turística, el cese de los megaproyectos urbanísticos en zonas sensibles como Cuna del Alma y la diversificación económica.
El lema "Canarias tiene un límite" nace en 1991 de la mano de Ben-Magec en el contexto de una manifestación ecologista, que ya exigía una moratoria turística.

## Historia

### 20-A
La manifestación del 20-A o manifestación del 20 de Abril fue la primera gran manifestación contra el modelo turístico realizada por este movimiento.
Las causas de esta manifestación fueron, aparte del turismo de masas, el difícil acceso a la vivienda, los bajos salarios y la alta tasa de pobreza y a favor de la conservación de espacios naturales, así como la protección de recursos hídricos. También, entre los diferentes objetivos de la manifestación está la paralización de las construcciones de muchas de estas instalaciones de alojamiento turístico e infraestructuras con actividades asociadas, como campos de golf o parques temáticos.
En palabras del portavoz de Tanekra, Enrique Reina, “no dudamos que el turismo de masas deja mucho dinero. La cuestión está a costa de qué y de quiénes. No queremos volver al pasado, pero siendo conscientes del mismo, decimos alto y claro que queremos tener un futuro”.
Esta manifestación se convocó en todas las Islas, y en otras ciudades en España y en Europa, donde se organizaron concentraciones, como en Barcelona, Malaga, Granada, Madrid y Berlín.

La cantidad de personas que acudieron a esta manifestación es variable, según El Día acudieron acudieron más de 57200 personas, según la delegación del gobierno, acudieron solo 30000 personas y según los organizadores acudieron 80000 personas.

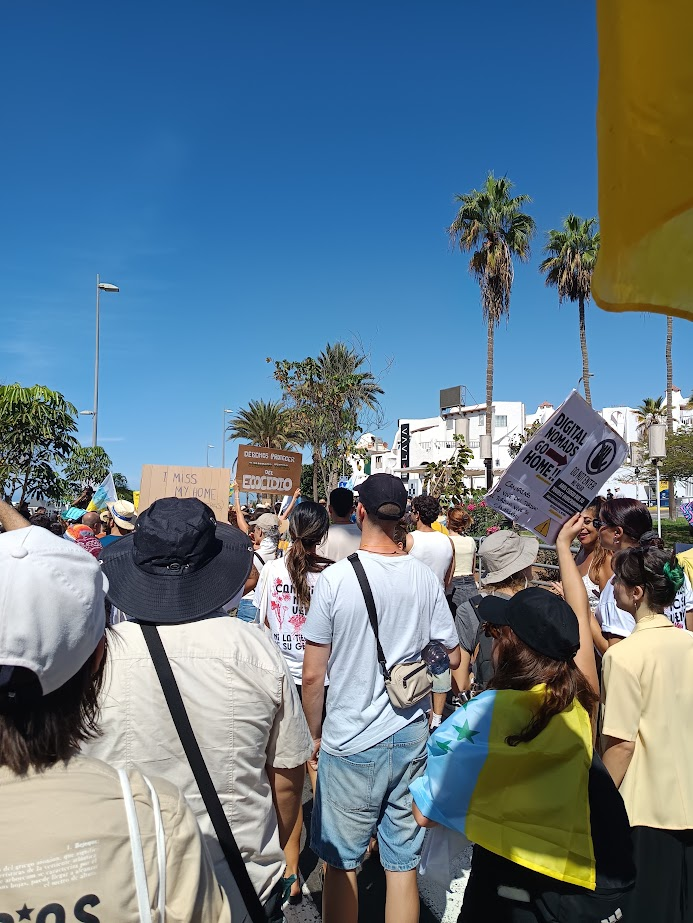
Manifestación 20 de Octubre en Canarias

### 20-O
La manifestación 20-O o manifestación del 20 de Octubre fue la segunda manifestación del movimiento que buscaba denunciar el modelo de desarrollo injusto y destructivo para el archipiélago. Según el movimiento, la protesta es una respuesta a las manifestaciones del 20 de abril, tras las cuales las instituciones propusieron la creación de una "mesa de expertos" que, en palabras de la organización, sólo buscaba apaciguar a los manifestantes.
La plataforma señala que el cambio real debe surgir "de la mano de la gente que lucha en las calles" y no de ``pactos vacíos´´ promovidos por aquellos que consideran responsables del colapso que atraviesan las islas. En esta manifestación tuvieron un papel muy importante Las Kellys.
Esta manifestación se convocó en todas las Islas, menos en La Gomera y en otras ciudades en España y en Europa, donde se organizaron concentraciones en Barcelona, Valencia, Granada, Madrid y Berlín.
En esta manifestación, igual que en la anterior, la cantidad de personas que acudieron es variable, aunque todas las fuentes coninciden que fueron menos que en la anterior, según la delegación del gobierno, acudieron cerca de 10.000 personas y según los organizadores acudieron 35150 personas.

### Boicot
El boicot contra la celebración del congreso 'FVW Travel Talk' en Tenerife fue un boicot a modo de protesta. Algunos motivos para la manifestación fueron que en 2024 hubo 4 millones más de turistas que el año anterior, y según el movimiento, "No existe ningún tipo de límite y el turismo sigue creciendo sin control, llevando las islas hacia un colapso ambiental y social. Seguimos nadando en aguas fecales y soportando horas de atascos cada día, mientras el turismo no para de crecer y estos problemas se agravan. Se sigue destruyendo la costa, que es de todos, para construir hoteles y urbanizaciones para extranjeros".
Al igual que en la anterior manifestación, el movimiento ha cargado contra el Gobierno de Canarias porque "no ha escuchado a la población" tras las "manifestaciones históricas" del año pasado cuando Canarias "está a la cabeza en España en pobreza y exclusión social", con un modelo turístico que "no genera riqueza en la población local".
En esta protesta hubo 300 manifestantes.

### 18-M

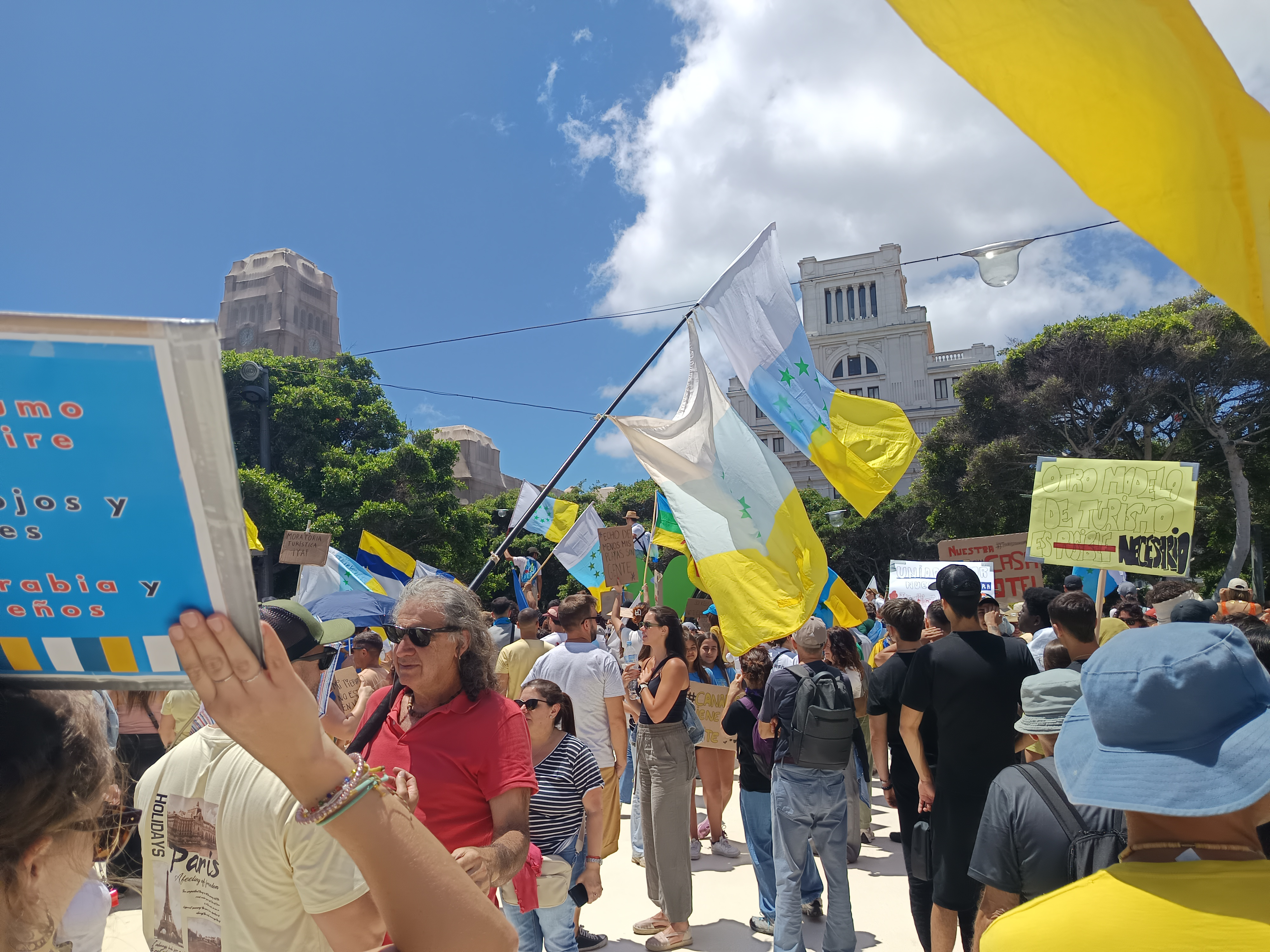
Manifestación 18 de Mayo en Canarias

La manifestación 18-M o manifestación del 18 de Mayo fue la tercera manifestación del movimiento que surgió ya no solo como respuesta al impacto del modelo turístico de masas, sino también para expresar su frustración ante lo que consideran un “silencio institucional” frente a las demandas del pueblo, que se han manifestado en protestas masivas y pacificas. Además, han advertido que intensificarán sus acciones con boicots a actos públicos, interpelaciones directas a responsables políticos y ocupaciones simbólicas de espacios turísticos.
Esta manifestación se convocó en todas las islas y en otras ciudades de España y Europa, como en Granada, Bilbao, Santiago de Compostela y Berlín. 
En esta manifestación la cantidad de personas ha sido muy debatida por la enorme diferencia entre la delegación y los organizadores, según la delegación, en total fueron 23.190 personas a la manifestación, y según los organizadores fueron 147000 personas.

## Organización territorial
Canarias Tiene un Límite se organiza por islas, aunque solo en aquellas más afectadas por el modelo turístico. Las diferentes organizaciones y sus principales eventos insulares son:

### Lanzarote tiene un límite
La organización Lanzarote tiene un límite aparte de las grandes manifestaciones organizadas en todas las islas ha organizado grandes manifestaciones en Lanzarote, por ejemplo:
El 14 de Octubre, alrededor de una decena de integrantes de este colectivo entraron al Hotel Sandos Papagayo de Playa blanca en un acto de protesta contra la masificación turística, los cortes de agua que padece la isla prácticamente a diario y contra los hoteles ilegales y su continuidad sin ser demolidos.
Dentro del hotel, los activistas recorrieron parte de las instalaciones mostrando las pancartas a varios turistas, uno de los protagonistas de la protesta, recogió agua de la piscina en una garrafa de plástico mientras otros, llenaban varios cubos de agua con la que limpiaron paños. Todo esto mientras otros integrantes repartían panfletos en los que explicaban a los turistas que se estaban alojando en un "hotel ilegal".
Los manifestantes llevaban pequeñas pancartas que decían en ellas "this hotel is illegal" o "our water is in your pool".

### Fuerteventura tiene un límite
Al igual que la anterior organización, Fuerteventura tiene un límite también ha organizado grandes manifestaciones en Fuerteventura, por ejemplo:
El 6 de julio de 2024 la algunos integrantes de este colectivo llevaron pancartas al Fuerteventura en Música (El Cotillo) con el fin de exigir un cambio del modelo socioeconómico que empobrece a la mayoría, que especula con la vivienda y dificulta el acceso a un alquiler digno y accesible para toda la ciudadanía.
En las pancartas se podía leer frases como “ni gente sin casa, ni casas sin gente”, o datos como que Canarias cuenta con más de un tercio de su población en riesgo de pobreza y/o exclusión social, o que el 70% de las 'Kellys' tiene que automedicarse para soportar la carga de trabajo que deriva en daños cervicales, lumbares, estrés y ansiedad.

## Críticas
Al movimiento Canarias tiene un límite se le critica por presuntamente rechazar el turismo y por su turismofobia, Sin embargo, según declaran ellos mismo, no están en contra de que lleguen visitantes a las islas. No obstante, "sí hay un sentimiento de hartazgo en la sociedad".
En la manifestación de Tenerife del 20-O los manifestantes pasaron por la Playa de Troya, que estaba llena de turistas. Inicialmente entró en fila e iba saliendo por otro punto al paseo marítimo, para seguir con dirección a la Plaza Salytien. Pero hubo un improvisado cambio de planes que, incluso, pilló con el pie cambiado a la cabecera. Dado el número de asistentes y la posibilidad de fotografiar la playa desde lo alto, optaron por concentrarse momentáneamente en la playa. Esto fue mal recibido por los turistas, incluso muchos se fueron de la playa.

## Persecución del movimiento
Los organizadores de las protestas dicen observar “con gran preocupación” cómo las instituciones han sustituido la política, el diálogo y el consenso por “estrategias de represión”, denunciaron que colectivos ecologistas y sociales en Canarias, incluidos ellos, sufren una “campaña de criminalización y persecución por parte de las instituciones políticas” como respuesta a sus reivindicaciones por la defensa del territorio, el acceso a la vivienda y los derechos sociales. “Observamos con gran preocupación cómo las instituciones han sustituido la política, el diálogo y el consenso por estrategias de represión”, indicaron en un comunicado.
El caso más reciente es el de la sanción impuesta tras la manifestación del 20-O en Gran Canaria, donde según el movimiento, ''La delegación del gobierno acusa falsamente al movimiento de intentar acceder a las instalaciones de dos hoteles'', por este hecho se les impuso una multa de 1600 euros.
En Tenerife también se sancionó al movimiento con una multa de 100 euros por una desviación de ''una masa que intenta abrirse paso a empujones'', hechos que según el movimiento nunca ocurrieron.
En Agüimes, tres mujeres recibieron sanciones de 600 euros cada una por interrumpir al alcalde en un seminario.
También el movimiento denuncia una "guerra de desinflamiento", donde la delegación del gobierno disminuye el número de manifestantes que acudieron a las protestas, buscando minimizar el movimiento, esta "guerra" ha visto en todas las manifestaciones, pero sobre todo en la manifestación del 18-M, en la que la diferencia entre la delegación del gobierno y los organizadores fue de 124000 personas